# Alia Bhatt

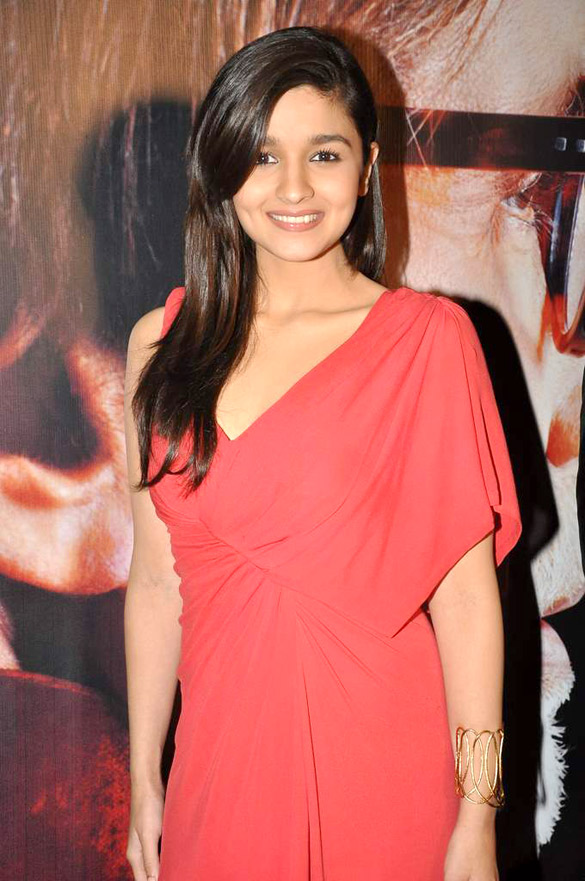
Alia Bhatt

Alia Bhatt (ur. 15 marca 1993 w Mumbaju) – brytyjsko-indyjska aktorka i piosenkarka.

## Życiorys
Pochodzi z rodziny związanej z Bollywood. Jest córką Mahesha Bhatta i Soni Razdan. Kształciła się w Jamnabai Narsee School.
Zadebiutowała jako aktorka dziecięca w Sangharsh (1999). W roli głównej wystąpiła po raz pierwszy w Student of the Year w reżyserii Karana Johara (2012). Obraz ten przyniósł jej m.in. nagrodę Lions Gold Awards za najlepszy żeński debiut oraz nominację do Nagrody Filmfare w tej samej kategorii.
Zdobyła Nagrodę Filmfare dla najlepszej aktorki za rolę w dramacie kryminalnym Udta Punjab (2016), za rolę w thrillerze Raazi (2018), za rolę w Gully Boy (2019), tytułową rolę w filmie biograficznym Gangubai Kathiawadi (2022) oraz za rolę w komedii romantycznej Rocky Aur Rani Kii Prem Kahaani (2023).
Wspiera organizacje charytatywne. W 2017 założyła ekologiczną inicjatywę CoExist, w 2019 firmę produkcyjną Eternal Sunshine Productions, a w 2022 markę odzieży ekologicznej Ed-a-Mamma.

## Życie osobiste
14 marca 2022 wyszła za mąż za bollywoodzkiego aktora Ranbira Kapoora. 6 listopada 2022 przyszła na świat ich córka Raha Kapoor.